# Inga bourgonii
Inga bourgonii är en ärtväxtart som först beskrevs av Jean Baptiste Christophe Fusée Aublet, och fick sitt nu gällande namn av Dc. Inga bourgonii ingår i släktet Inga och familjen ärtväxter. Inga underarter finns listade i Catalogue of Life.